# VANILLA SKY (曲)
『VANILLA SKY』（バニラ・スカイ）は、[Alexandros]の楽曲。2023年7月21日にユニバーサルミュージックより配信リリースされた。フィーチャリングゲストとして、WurtSが参加している。

## 概要
- [Alexandros]と、所属事務所の後輩であるWurtSとのコラボレーション楽曲[4]。両者は共にUK. PROJECTという事務所に所属しており、WurtSは「UK.PROJECTという事務所に入ったのも『[Alexandros]がいるから』という理由だったし、今のWurtSがいるのは[Alexandros]のおかげ」と発言している[5]。
- [Alexandros] の対バンツアー『THIS SUMMER FESTIVAL TOUR '23』の5月26日のZepp Sapporo公演にて、その日の対バン相手であったWurtSと共にサプライズ披露された[4]。
- 川上がWurtSを誘う形で楽曲の製作はスタートした。[Alexandros]とWurtSで楽曲のデータをメールでやり取りしながら製作を進めていき、最後はスタジオで実際に会って楽曲を完成させたという[6]。川上は、「一緒にバンドを組んだみたいな感じだった」と発言している[6]。
- WurtSが監督を務めたMVが、配信日の夜9時に公開された[4]。90年代ゾンビ映画をオマージュした内容で「依存症とダークな世界」をテーマに、[Alexandros]のメンバー全員がゾンビ化して、そしてWurtSはガソリンスタンド店員として登場している[4]。

## 収録曲
1. VANILLA SKY
作詞・作曲：川上洋平、WurtS
編曲：[Alexandros]、WurtS
Aメロとサビは川上がBメロとDメロはWurtSが製作したものとなっている。
[Alexandros]の9thアルバム「PROVOKE」にはアレンジされた「VANILLA SKY 2 (feat.WurtS)」が収録された。